# Нос (деревня)
Нос — деревня в Ефимовском городском поселении Бокситогорского района Ленинградской области.

## История
В начале XX века в деревне находился жальник.

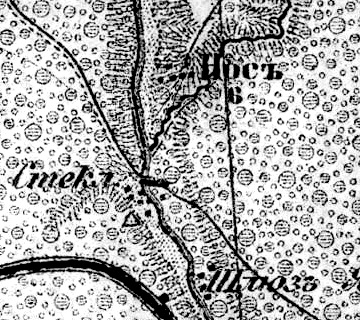
Деревня Нос на карте 1917 года

Согласно карте Новгородской губернии 1917 года, деревня состояла из 6 крестьянских дворов.
С 1917 по 1918 год деревня входила в состав Деревской волости Тихвинского уезда Новгородской губернии.
С 1918 года, в составе Череповецкой губернии. 
С 1924 года, в составе Пикалёвской волости.
С 1927 года, в составе Чевакинского сельсовета Ефимовского района.
С 1928 года, в составе Ефимовского сельсовета.
По данным 1933 года деревня Нос входила в состав Ефимовского сельсовета Ефимовского района.
В 1940 году население деревни составляло 167 человек.
С 1965 года, в составе Бокситогорского района. В 1965 году население деревни составляло 119 человек.
По данным 1966, 1973 и 1990 годов деревня Нос также входила в состав Ефимовского сельсовета Бокситогорского района.
В 1997 году в деревне Нос Ефимовской волости проживали 48 человек, в 2002 году — 24 человека (все русские).
В 2007 году в деревне Нос Ефимовского ГП проживали 28 человек, в 2010 году — 20, в 2015 году — 24, в 2016 году — 23 человека.

## География
Деревня расположена в центральной части района, к северу и смежно с посёлком Ефимовский, близ автодороги 41К-032 (Заголодно — Сидорово — Радогощь).
Расстояние до административного центра поселения — 3 км.
Расстояние до ближайшей железнодорожной станции Ефимовская — 2 км. 
Деревня находится в междуречье Валченки и Быстрой.